# Stelle più brillanti del cielo notturno osservabile
Nell'osservazione del cielo notturno anche un occhio non esperto può notare la diversità di intensità luminosa percepita degli oggetti celesti puntiformi, che per le limitate caratteristiche dell'occhio umano sono quasi totalmente ascrivibili alle stelle. Tale luminosità, designata genericamente magnitudine, è una caratteristica che esula direttamente dalla luminosità intrinseca dell'oggetto celeste in quanto dipende, oltre che da questo, anche da una serie di fattori fisici, il più importante dei quali è l'effettiva distanza dell'oggetto dall'osservatore.
Di seguito viene proposta una lista delle stelle più brillanti del cielo redatta in base alla magnitudine apparente, in contrapposizione ad una seconda lista, quella delle stelle astronomicamente più vicine al nostro pianeta, che annovera tra le più brillanti quelle a noi più prossime. La tabella qui sotto riporta le 90 stelle più brillanti (fino alla magnitudine +2,50) come appaiono sulla Terra, alle lunghezze d'onda del visibile.
Nella prima tabella sono elencate le singole stelle, anche se facenti parte di un sistema multiplo; le stelle multiple sono elencate individualmente quando la differenza di magnitudine tra di loro è minore di cinque (alcune altre liste riportano la luminosità totale del sistema combinando le singole stelle).
La seconda tabella riporta le stelle in base alla loro luminosità apparente ad occhio nudo, dunque senza scindere le eventuali componenti di stelle multiple, risolvibili solo con telescopi; per cui visivamente la stella Alfa Centauri ha magnitudine -0,27, Capella ha magnitudine 0,08 e Acrux 0,77.
L'ordine esatto di queste liste non è comunque perfettamente definito a causa delle seguenti ragioni:
- I valori misurati hanno un loro piccolo errore statistico.
- Alcune stelle sono variabili (indicato con var), e viene quindi dato un valore medio tra il massimo e il minimo.

## Stelle singole più brillanti
| Elenco delle singole stelle più brillanti nel cielo | Elenco delle singole stelle più brillanti nel cielo | Elenco delle singole stelle più brillanti nel cielo | Elenco delle singole stelle più brillanti nel cielo | Elenco delle singole stelle più brillanti nel cielo | Elenco delle singole stelle più brillanti nel cielo | Elenco delle singole stelle più brillanti nel cielo |
|                                                     | Magnitudine apparente (V)                           | Nome di Bayer                                       | Nome proprio                                        | Costellazione                                       | Distanza (AL)                                       | Collegamento esterno                                |
| --------------------------------------------------- | --------------------------------------------------- | --------------------------------------------------- | --------------------------------------------------- | --------------------------------------------------- | --------------------------------------------------- | --------------------------------------------------- |
| 0                                                   | −26,73                                              | -                                                   | Sole                                                | -                                                   | 0,000016                                            | -                                                   |
| 1                                                   | −1,47                                               | α CMa                                               | Sirio                                               | Cane Maggiore                                       | 8,6                                                 | Sirio su SIMBAD.                                    |
| 2                                                   | −0,74                                               | α Car                                               | Canopo                                              | Carena                                              | 310                                                 | Canopo su SIMBAD.                                   |
| 3                                                   | −0,05 var                                           | α Boo                                               | Arturo                                              | Boote                                               | 37                                                  | Arturo su SIMBAD.                                   |
| 4                                                   | −0,01                                               | α1 Cen                                              | Alfa Centauri A                                     | Centauro                                            | 4,4                                                 | Alfa Centauri A su SIMBAD.                          |
| 5                                                   | 0,03                                                | α Lyr                                               | Vega                                                | Lira                                                | 25                                                  | Vega su SIMBAD.                                     |
| 6                                                   | 0,12                                                | β Ori                                               | Rigel                                               | Orione                                              | 860                                                 | Rigel su SIMBAD.                                    |
| 7                                                   | 0,34                                                | α CMi                                               | Procione                                            | Cane Minore                                         | 11                                                  | Procione su SIMBAD.                                 |
| 8                                                   | 0,50                                                | α Eri                                               | Achernar                                            | Eridano                                             | 140                                                 | Achernar su SIMBAD.                                 |
| 9                                                   | 0,58 var                                            | α Ori                                               | Betelgeuse                                          | Orione                                              | 640                                                 | Betelgeuse su SIMBAD.                               |
| 10                                                  | 0,60                                                | β Cen                                               | Hadar (Agena)                                       | Centauro                                            | 530                                                 | Hadar (Agena) su SIMBAD.                            |
| 11                                                  | 0,71                                                | α Aur A                                             | Capella A                                           | Auriga                                              | 42                                                  | Capella A su SIMBAD.                                |
| 12                                                  | 0,77                                                | α Aql                                               | Altair                                              | Aquila                                              | 17                                                  | Altair su SIMBAD.                                   |
| 13                                                  | 0,96                                                | α Aur B                                             | Capella B                                           | Auriga                                              | 42                                                  | Capella B su SIMBAD.                                |
| 14                                                  | 0,98 var                                            | α Tau                                               | Aldebaran                                           | Toro                                                | 65                                                  | Aldebaran su SIMBAD.                                |
| 15                                                  | 1,04                                                | α Vir                                               | Spica                                               | Vergine                                             | 260                                                 | Spica su SIMBAD.                                    |
| 16                                                  | 1,09                                                | α Sco                                               | Antares                                             | Scorpione                                           | 600                                                 | Antares su SIMBAD.                                  |
| 17                                                  | 1,15                                                | β Gem                                               | Polluce                                             | Gemelli                                             | 34                                                  | Polluce su SIMBAD.                                  |
| 18                                                  | 1,16                                                | α PsA                                               | Fomalhaut                                           | Pesce Australe                                      | 25                                                  | Fomalhaut su SIMBAD.                                |
| 19                                                  | 1,25                                                | α Cyg                                               | Deneb                                               | Cigno                                               | 1400                                                | Deneb su SIMBAD.                                    |
| 20                                                  | 1,30                                                | β Cru                                               | Mimosa                                              | Croce del Sud                                       | 350                                                 | Becrux su SIMBAD.                                   |
| 21                                                  | 1,33                                                | α2 Cen                                              | Alfa Centauri B                                     | Centauro                                            | 4,4                                                 | Alfa Centauri B su SIMBAD.                          |
| 22                                                  | 1,40                                                | α Leo                                               | Regolo                                              | Leone                                               | 77                                                  | Regolo su SIMBAD.                                   |
| 23                                                  | 1,40                                                | α1 Cru                                              | Acrux A                                             | Croce del Sud                                       | 320                                                 | Acrux A su SIMBAD.                                  |
| 24                                                  | 1,51                                                | ε CMa                                               | Adhara                                              | Cane Maggiore                                       | 430                                                 | Adara su SIMBAD.                                    |
| 25                                                  | 1,62                                                | λ Sco                                               | Shaula                                              | Scorpione                                           | 700                                                 | Shaula su SIMBAD.                                   |
| 26                                                  | 1,63                                                | γ Cru                                               | Gacrux                                              | Croce del Sud                                       | 88                                                  | Gacrux su SIMBAD.                                   |
| 27                                                  | 1,64                                                | γ Ori                                               | Bellatrix                                           | Orione                                              | 240                                                 | Bellatrix su SIMBAD.                                |
| 28                                                  | 1,68                                                | β Tau                                               | Elnath                                              | Toro                                                | 130                                                 | El Nath su SIMBAD.                                  |
| 29                                                  | 1,70                                                | β Car                                               | Miaplacidus                                         | Carena                                              | 110                                                 | Miaplacidus su SIMBAD.                              |
| 30                                                  | 1,70                                                | ε Ori                                               | Alnilam                                             | Orione                                              | 1300                                                | Alnilam su SIMBAD.                                  |
| 31                                                  | 1,70                                                | ζ1 Ori                                              | Alnitak A                                           | Orione                                              | 820                                                 | Alnitak A su SIMBAD.                                |
| 32                                                  | 1,74q                                               | α Gru                                               | Al Na'ir                                            | Gru                                                 | 100                                                 | Al Na'ir su SIMBAD.                                 |
| 33                                                  | 1,76                                                | ε UMa                                               | Alioth                                              | Orsa Maggiore                                       | 81                                                  | Alioth su SIMBAD.                                   |
| 34                                                  | 1,78                                                | γ21 Vel                                             | Gamma2 Velorum A                                    | Vele                                                | 840                                                 | Gamma2 Velorum su SIMBAD.                           |
| 35                                                  | 1,80                                                | ε Sgr                                               | Kaus Australis                                      | Sagittario                                          | 140                                                 | Kaus Australis su SIMBAD.                           |
| 36                                                  | 1,82                                                | α Per                                               | Mirphak                                             | Perseo                                              | 590                                                 | Mirfak su SIMBAD.                                   |
| 37                                                  | 1,84                                                | δ CMa                                               | Wezen                                               | Cane Maggiore                                       | 1800                                                | Wezen su SIMBAD.                                    |
| 38                                                  | 1,85                                                | η UMa                                               | Alkaid                                              | Orsa Maggiore                                       | 100                                                 | Benetnasch (Alcaid) su SIMBAD.                      |
| 39                                                  | 1,86                                                | θ Sco                                               | Sargas                                              | Scorpione                                           | 270                                                 | Sargas su SIMBAD.                                   |
| 40                                                  | 1,87                                                | α UMa A                                             | Dubhe A                                             | Orsa Maggiore                                       | 120                                                 | Dubhe su SIMBAD.                                    |
| 41                                                  | 1,90                                                | γ Gem                                               | Alhena                                              | Gemelli                                             | 100                                                 | Alhena su SIMBAD.                                   |
| 42                                                  | 1,91                                                | α Pav                                               | Alpha Pavonis                                       | Pavone                                              | 180                                                 | Alfa Pavonis su SIMBAD.                             |
| 43                                                  | 1,92                                                | α TrA                                               | Atria                                               | Triangolo Australe                                  | 420                                                 | Atria su SIMBAD.                                    |
| 44                                                  | 1,96                                                | α1 Gem                                              | Castore A                                           | Gemelli                                             | 52                                                  | Castore A su SIMBAD.                                |
| 45                                                  | 1,98                                                | β CMa                                               | Murzim                                              | Cane Maggiore                                       | 500                                                 | Murzim su SIMBAD.                                   |
| 46                                                  | 2,00                                                | α Hya                                               | Alphard                                             | Idra                                                | 180                                                 | Alphard su SIMBAD.                                  |
| 47                                                  | 2,00                                                | α Ari                                               | Hamal                                               | Ariete                                              | 66                                                  | Hamal su SIMBAD.                                    |
| 48                                                  | 2,01 var                                            | α UMi                                               | Polaris                                             | Orsa Minore                                         | 430                                                 | La Stella Polare su SIMBAD.                         |
| 49                                                  | 2,03                                                | δ1 Vel                                              | Delta Velorum A                                     | Vele                                                | 80                                                  | Delta Velorum su SIMBAD.                            |
| 50                                                  | 2,04                                                | β Cet                                               | Diphda                                              | Balena                                              | 96                                                  | Deneb Kaitos su SIMBAD.                             |
| 51                                                  | 2,05                                                | κ Ori                                               | Saiph                                               | Orione                                              | 720                                                 | Saiph su SIMBAD.                                    |
| 52                                                  | 2,06                                                | σ Sgr                                               | Nunki                                               | Sagittario                                          | 220                                                 | Nunki su SIMBAD.                                    |
| 53                                                  | 2,06                                                | θ Cen                                               | Menkent                                             | Centauro                                            | 61                                                  | Menkent su SIMBAD.                                  |
| 54                                                  | 2,06                                                | α And                                               | Alpheratz                                           | Andromeda                                           | 97                                                  | Alpheratz su SIMBAD.                                |
| 55                                                  | 2,06                                                | β And                                               | Mirach                                              | Andromeda                                           | 200                                                 | Mirach su SIMBAD.                                   |
| 56                                                  | 2,08                                                | β UMi                                               | Kochab                                              | Orsa Minore                                         | 130                                                 | Kochab su SIMBAD.                                   |
| 57                                                  | 2,09                                                | α2 Cru                                              | Acrux B                                             | Croce del Sud                                       | 320                                                 | Acrux B su SIMBAD.                                  |
| 58                                                  | 2,10                                                | α Oph                                               | Ras Alhague                                         | Ofiuco                                              | 47                                                  | Ras Alhague su SIMBAD.                              |
| 59                                                  | 2,12 var                                            | β Per                                               | Algol                                               | Perseo                                              | 93                                                  | Algol su SIMBAD.                                    |
| 60                                                  | 2,13                                                | β Gru                                               | Beta Gruis                                          | Gru                                                 | 170                                                 | Beta Gruis su SIMBAD.                               |
| 61                                                  | 2,14                                                | β Leo                                               | Denebola                                            | Leone                                               | 36                                                  | Denebola su SIMBAD.                                 |
| 62                                                  | 2,21                                                | ζ Pup                                               | Naos                                                | Poppa                                               | 1400                                                | Zeta Puppis su SIMBAD.                              |
| 63                                                  | 2,23                                                | λ Vel                                               | Lambda Velorum                                      | Vele                                                | 570                                                 | Lambda Velorum su SIMBAD.                           |
| 64                                                  | 2,23                                                | γ Dra                                               | Etamin                                              | Dragone                                             | 150                                                 | Etamin su SIMBAD.                                   |
| 65                                                  | 2,24                                                | α1 CrB                                              | Alphekka A                                          | Corona Boreale                                      | 75                                                  | Alphecca su SIMBAD.                                 |
| 66                                                  | 2,24                                                | γ Cyg                                               | Sadr                                                | Cigno                                               | 1500                                                | Sadr su SIMBAD.                                     |
| 67                                                  | 2,25                                                | α Cas                                               | Schedar                                             | Cassiopeia                                          | 230                                                 | Schedar su SIMBAD.                                  |
| 68                                                  | 2,25                                                | ι Car                                               | Aspidiske                                           | Carena                                              | 690                                                 | Aspidiske su SIMBAD.                                |
| 69                                                  | 2,26                                                | γ1 And                                              | Almach A                                            | Andromeda                                           | 350                                                 | Almach su SIMBAD.                                   |
| 70                                                  | 2,27                                                | ζ1 UMa                                              | Mizar A                                             | Orsa Maggiore                                       | 78                                                  | Mizar A su SIMBAD.                                  |
| 71                                                  | 2,27                                                | β Cas                                               | Caph                                                | Cassiopeia                                          | 54                                                  | Caph su SIMBAD.                                     |
| 72                                                  | 2,27                                                | ε Cen                                               | Epsilon Centauri                                    | Centauro                                            | 380                                                 | Epsilon Centauri su SIMBAD.                         |
| 73                                                  | 2,28                                                | γ1 Leo                                              | Algieba A                                           | Leone                                               | 130                                                 | Algieba su SIMBAD.                                  |
| 74                                                  | 2,28                                                | α Lup                                               | Alpha Lupi                                          | Lupo                                                | 550                                                 | Alfa Lupi su SIMBAD.                                |
| 75                                                  | 2,29                                                | δ Sco                                               | Dschubba                                            | Scorpione                                           | 400                                                 | Dschubba su SIMBAD.                                 |
| 76                                                  | 2,29                                                | ε Sco                                               | Wei                                                 | Scorpione                                           | 65                                                  | Wei su SIMBAD.                                      |
| 77                                                  | 2,32                                                | η Cen                                               | Eta Centauri                                        | Centauro                                            | 310                                                 | Eta Centauri su SIMBAD.                             |
| 78                                                  | 2,35                                                | β UMa                                               | Merak                                               | Orsa Maggiore                                       | 79                                                  | Merak su SIMBAD.                                    |
| 79                                                  | 2,37                                                | α Phe                                               | Ankaa                                               | Fenice                                              | 77                                                  | Ankaa su SIMBAD.                                    |
| 80                                                  | 2,38                                                | κ Sco                                               | Girtab                                              | Scorpione                                           | 460                                                 | Girtab su SIMBAD.                                   |
| 81                                                  | 2,39                                                | γ Cas                                               | Gamma Cassiopeiae                                   | Cassiopeia                                          | 610                                                 | Gamma Cassiopeiae su SIMBAD.                        |
| 82                                                  | 2,40                                                | ε Peg                                               | Enif                                                | Pegaso                                              | 670                                                 | Enif su SIMBAD.                                     |
| 83                                                  | 2,40                                                | η CMa                                               | Aludra                                              | Cane Maggiore                                       | 3200                                                | Aludra su SIMBAD.                                   |
| 84                                                  | 2,40                                                | ε1 Car                                              | Avior A                                             | Carena                                              | 630                                                 | Avior su SIMBAD.                                    |
| 85                                                  | 2,42                                                | β Peg                                               | Scheat                                              | Pegaso                                              | 200                                                 | Scheat su SIMBAD.                                   |
| 86                                                  | 2,43                                                | γ UMa                                               | Phad                                                | Orsa Maggiore                                       | 84                                                  | Phecda su SIMBAD.                                   |
| 87                                                  | 2,44                                                | α Cep                                               | Alderamin                                           | Cefeo                                               | 49                                                  | Alderamin su SIMBAD.                                |
| 88                                                  | 2,46                                                | κ Vel                                               | Kappa Velorum                                       | Vele                                                | 540                                                 | Kappa Velorum su SIMBAD.                            |
| 89                                                  | 2,49                                                | α Peg                                               | Markab                                              | Pegaso                                              | 140                                                 | Markab su SIMBAD.                                   |
| 90                                                  | 2,50                                                | ε Cyg                                               | Gienah                                              | Cigno                                               | 72                                                  | Gienah su SIMBAD.                                   |

## Stelle più brillanti osservabili a occhio nudo
| Elenco delle stelle più brillanti ad occhio nudo nel cielo | Elenco delle stelle più brillanti ad occhio nudo nel cielo | Elenco delle stelle più brillanti ad occhio nudo nel cielo | Elenco delle stelle più brillanti ad occhio nudo nel cielo | Elenco delle stelle più brillanti ad occhio nudo nel cielo | Elenco delle stelle più brillanti ad occhio nudo nel cielo | Elenco delle stelle più brillanti ad occhio nudo nel cielo |
|                                                            | Magnitudine apparente (V)                                  | Nome di Bayer                                              | Nome proprio                                               | Costellazione                                              | Distanza (AL)                                              | Collegamento esterno                                       |
| ---------------------------------------------------------- | ---------------------------------------------------------- | ---------------------------------------------------------- | ---------------------------------------------------------- | ---------------------------------------------------------- | ---------------------------------------------------------- | ---------------------------------------------------------- |
| 0                                                          | −26,73                                                     | -                                                          | Sole                                                       | -                                                          | 0,000016                                                   | -                                                          |
| 1                                                          | −1,47                                                      | α CMa                                                      | Sirio                                                      | Cane Maggiore                                              | 8,6                                                        | Sirio su SIMBAD.                                           |
| 2                                                          | −0,62                                                      | α Car                                                      | Canopo                                                     | Carena                                                     | 310                                                        | Canopo su SIMBAD.                                          |
| 3                                                          | −0,27                                                      | α Cen                                                      | Alfa Centauri                                              | Centauro                                                   | 4,4                                                        | Alfa Centauri su SIMBAD.                                   |
| 4                                                          | −0,04 var                                                  | α Boo                                                      | Arturo                                                     | Boote                                                      | 37                                                         | Arturo su SIMBAD.                                          |
| 5                                                          | 0,03                                                       | α Lyr                                                      | Vega                                                       | Lira                                                       | 25                                                         | Vega su SIMBAD.                                            |
| 6                                                          | 0,08                                                       | α Aur                                                      | Capella                                                    | Auriga                                                     | 42                                                         | Capella su SIMBAD.                                         |
| 7                                                          | 0,12                                                       | β Ori                                                      | Rigel                                                      | Orione                                                     | 770                                                        | Rigel su SIMBAD.                                           |
| 8                                                          | 0,34                                                       | α CMi                                                      | Procione                                                   | Cane Minore                                                | 11                                                         | Procione su SIMBAD.                                        |
| 9                                                          | 0,50                                                       | α Eri                                                      | Achernar                                                   | Eridano                                                    | 140                                                        | Achernar su SIMBAD.                                        |
| 10                                                         | 0,58 var                                                   | α Ori                                                      | Betelgeuse                                                 | Orione                                                     | 640                                                        | Betelgeuse su SIMBAD.                                      |
| 11                                                         | 0,60                                                       | β Cen                                                      | Hadar (Agena)                                              | Centauro                                                   | 530                                                        | Hadar (Agena) su SIMBAD.                                   |
| 12                                                         | 0,77                                                       | α Aql                                                      | Altair                                                     | Aquila                                                     | 17                                                         | Altair su SIMBAD.                                          |
| 13                                                         | 0,81                                                       | α Cru                                                      | Acrux                                                      | Croce del Sud                                              | 320                                                        | Acrux su SIMBAD.                                           |
| 14                                                         | 0,98 var                                                   | α Tau                                                      | Aldebaran                                                  | Toro                                                       | 65                                                         | Aldebaran su SIMBAD.                                       |
| 15                                                         | 1,04                                                       | α Vir                                                      | Spica                                                      | Vergine                                                    | 260                                                        | Spica su SIMBAD.                                           |
| 16                                                         | 1,09                                                       | α Sco                                                      | Antares                                                    | Scorpione                                                  | 600                                                        | Antares su SIMBAD.                                         |
| 17                                                         | 1,15                                                       | β Gem                                                      | Polluce                                                    | Gemelli                                                    | 34                                                         | Polluce su SIMBAD.                                         |
| 18                                                         | 1,16                                                       | α PsA                                                      | Fomalhaut                                                  | Pesce Australe                                             | 25                                                         | Fomalhaut su SIMBAD.                                       |
| 19                                                         | 1,25                                                       | α Cyg                                                      | Deneb                                                      | Cigno                                                      | 1400                                                       | Deneb su SIMBAD.                                           |
| 20                                                         | 1,30                                                       | β Cru                                                      | Mimosa                                                     | Croce del Sud                                              | 350                                                        | Mimosa su SIMBAD.                                          |
| 21                                                         | 1,40                                                       | α Leo                                                      | Regolo                                                     | Leone                                                      | 77                                                         | Regolo su SIMBAD.                                          |
| 22                                                         | 1,51                                                       | ε CMa                                                      | Adhara                                                     | Cane Maggiore                                              | 430                                                        | Adara su SIMBAD.                                           |
| 23                                                         | 1,58                                                       | α Gem                                                      | Castore                                                    | Gemelli                                                    | 52                                                         | Castore su SIMBAD.                                         |
| 24                                                         | 1,62                                                       | λ Sco                                                      | Shaula                                                     | Scorpione                                                  | 700                                                        | Shaula su SIMBAD.                                          |
| 25                                                         | 1,63                                                       | γ Cru                                                      | Gacrux                                                     | Croce del Sud                                              | 88                                                         | Gacrux su SIMBAD.                                          |
| 26                                                         | 1,64                                                       | γ Ori                                                      | Bellatrix                                                  | Orione                                                     | 240                                                        | Bellatrix su SIMBAD.                                       |
| 27                                                         | 1,68                                                       | β Tau                                                      | Elnath                                                     | Toro                                                       | 130                                                        | El Nath su SIMBAD.                                         |
| 28                                                         | 1,70                                                       | β Car                                                      | Miaplacidus                                                | Carena                                                     | 110                                                        | Miaplacidus su SIMBAD.                                     |
| 29                                                         | 1,69                                                       | ε Ori                                                      | Alnilam                                                    | Orione                                                     | 1300                                                       | Alnilam su SIMBAD.                                         |
| 30                                                         | 1,70                                                       | ζ Ori                                                      | Alnitak                                                    | Orione                                                     | 820                                                        | Alnitak su SIMBAD.                                         |
| 31                                                         | 1,74                                                       | α Gru                                                      | Al Na'ir                                                   | Gru                                                        | 100                                                        | Al Na'ir su SIMBAD.                                        |
| 32                                                         | 1,76                                                       | ε UMa                                                      | Alioth                                                     | Orsa Maggiore                                              | 81                                                         | Alioth su SIMBAD.                                          |
| 33                                                         | 1,78                                                       | γ Vel                                                      | Gamma Velorum                                              | Vele                                                       | 840                                                        | Gamma Velorum su SIMBAD.                                   |
| 34                                                         | 1,80                                                       | ε Sgr                                                      | Kaus Australis                                             | Sagittario                                                 | 140                                                        | Kaus Australis su SIMBAD.                                  |
| 35                                                         | 1,82                                                       | α Per                                                      | Mirphak                                                    | Perseo                                                     | 590                                                        | Mirfak su SIMBAD.                                          |
| 36                                                         | 1,84                                                       | δ CMa                                                      | Wezen                                                      | Cane Maggiore                                              | 1800                                                       | Wezen su SIMBAD.                                           |
| 37                                                         | 1,85                                                       | η UMa                                                      | Alkaid                                                     | Orsa Maggiore                                              | 100                                                        | Benetnasch (Alkaid) su SIMBAD.                             |
| 38                                                         | 1,86                                                       | θ Sco                                                      | Sargas                                                     | Scorpione                                                  | 270                                                        | Sargas su SIMBAD.                                          |
| 39                                                         | 1,87                                                       | α UMa                                                      | Dubhe                                                      | Orsa Maggiore                                              | 120                                                        | Dubhe su SIMBAD.                                           |
| 40                                                         | 1,90                                                       | γ Gem                                                      | Alhena                                                     | Gemelli                                                    | 100                                                        | Alhena su SIMBAD.                                          |
| 41                                                         | 1,91                                                       | α Pav                                                      | Alpha Pavonis                                              | Pavone                                                     | 180                                                        | Alfa Pavonis su SIMBAD.                                    |
| 42                                                         | 1,92                                                       | α TrA                                                      | Atria                                                      | Triangolo Australe                                         | 420                                                        | Atria su SIMBAD.                                           |
| 43                                                         | 1,98                                                       | β CMa                                                      | Murzim                                                     | Cane Maggiore                                              | 500                                                        | Murzim su SIMBAD.                                          |
| 44                                                         | 2,00                                                       | α Hya                                                      | Alphard                                                    | Idra                                                       | 180                                                        | Alphard su SIMBAD.                                         |
| 45                                                         | 2,00                                                       | α Ari                                                      | Hamal                                                      | Ariete                                                     | 66                                                         | Hamal su SIMBAD.                                           |
| 46                                                         | 2,01 var                                                   | α UMi                                                      | Polaris                                                    | Orsa Minore                                                | 430                                                        | La Stella Polare su SIMBAD.                                |
| 47                                                         | 2,03                                                       | δ Vel                                                      | Delta Velorum                                              | Vele                                                       | 80                                                         | Delta Velorum su SIMBAD.                                   |
| 48                                                         | 2,04                                                       | β Cet                                                      | Diphda                                                     | Balena                                                     | 96                                                         | Deneb Kaitos su SIMBAD.                                    |
| 49                                                         | 2,05                                                       | κ Ori                                                      | Saiph                                                      | Orione                                                     | 720                                                        | Saiph su SIMBAD.                                           |
| 50                                                         | 2,06                                                       | σ Sgr                                                      | Nunki                                                      | Sagittario                                                 | 220                                                        | Nunki su SIMBAD.                                           |
| 51                                                         | 2,06                                                       | θ Cen                                                      | Menkent                                                    | Centauro                                                   | 61                                                         | Menkent su SIMBAD.                                         |
| 52                                                         | 2,06                                                       | α And                                                      | Alpheratz                                                  | Andromeda                                                  | 97                                                         | Alpheratz su SIMBAD.                                       |
| 53                                                         | 2,06                                                       | β And                                                      | Mirach                                                     | Andromeda                                                  | 200                                                        | Mirach su SIMBAD.                                          |
| 54                                                         | 2,08                                                       | β UMi                                                      | Kochab                                                     | Orsa Minore                                                | 130                                                        | Kochab su SIMBAD.                                          |
| 55                                                         | 2,10                                                       | α Oph                                                      | Ras Alhague                                                | Ofiuco                                                     | 47                                                         | Ras Alhague su SIMBAD.                                     |
| 56                                                         | 2,12 var                                                   | β Per                                                      | Algol                                                      | Perseo                                                     | 93                                                         | Algol su SIMBAD.                                           |
| 57                                                         | 2,13                                                       | β Gru                                                      | Beta Gruis                                                 | Gru                                                        | 170                                                        | Beta Gruis su SIMBAD.                                      |
| 58                                                         | 2,14                                                       | β Leo                                                      | Denebola                                                   | Leone                                                      | 36                                                         | Denebola su SIMBAD.                                        |
| 59                                                         | 2,21                                                       | ζ Pup                                                      | Naos                                                       | Poppa                                                      | 1400                                                       | Zeta Puppis su SIMBAD.                                     |
| 60                                                         | 2,23                                                       | δ Ori                                                      | Mintaka                                                    | Orione                                                     | 915                                                        | Mintaka su SIMBAD.                                         |
| 61                                                         | 2,23                                                       | λ Vel                                                      | Lambda Velorum                                             | Vele                                                       | 570                                                        | Lambda Velorum su SIMBAD.                                  |
| 62                                                         | 2,23                                                       | γ Dra                                                      | Etamin                                                     | Dragone                                                    | 150                                                        | Etamin su SIMBAD.                                          |
| 63                                                         | 2,24                                                       | α CrB                                                      | Alphekka                                                   | Corona Boreale                                             | 75                                                         | Alphecca su SIMBAD.                                        |
| 64                                                         | 2,24                                                       | γ Cyg                                                      | Sadr                                                       | Cigno                                                      | 1500                                                       | Sadr su SIMBAD.                                            |
| 65                                                         | 2,25                                                       | α Cas                                                      | Schedar                                                    | Cassiopeia                                                 | 230                                                        | Schedar su SIMBAD.                                         |
| 66                                                         | 2,25                                                       | ι Car                                                      | Aspidiske                                                  | Carena                                                     | 690                                                        | Aspidiske su SIMBAD.                                       |
| 67                                                         | 2,26                                                       | γ And                                                      | Almach                                                     | Andromeda                                                  | 350                                                        | Almach su SIMBAD.                                          |
| 68                                                         | 2,27                                                       | ζ UMa                                                      | Mizar                                                      | Orsa Maggiore                                              | 78                                                         | Mizar su SIMBAD.                                           |
| 69                                                         | 2,27                                                       | β Cas                                                      | Caph                                                       | Cassiopeia                                                 | 54                                                         | Caph su SIMBAD.                                            |
| 70                                                         | 2,27                                                       | ε Cen                                                      | Epsilon Centauri                                           | Centauro                                                   | 380                                                        | Epsilon Centauri su SIMBAD.                                |
| 71                                                         | 2,28                                                       | γ Leo                                                      | Algieba                                                    | Leone                                                      | 130                                                        | Algieba su SIMBAD.                                         |
| 72                                                         | 2,28                                                       | α Lup                                                      | Alpha Lupi                                                 | Lupo                                                       | 550                                                        | Alfa Lupi su SIMBAD.                                       |
| 73                                                         | 2,29                                                       | δ Sco                                                      | Dschubba                                                   | Scorpione                                                  | 400                                                        | Dschubba su SIMBAD.                                        |
| 74                                                         | 2,29                                                       | ε Sco                                                      | Wei                                                        | Scorpione                                                  | 65                                                         | Wei su SIMBAD.                                             |
| 75                                                         | 2,32                                                       | η Cen                                                      | Eta Centauri                                               | Centauro                                                   | 310                                                        | Eta Centauri su SIMBAD.                                    |
| 76                                                         | 2,35                                                       | β UMa                                                      | Merak                                                      | Orsa Maggiore                                              | 79                                                         | Merak su SIMBAD.                                           |
| 77                                                         | 2,37                                                       | α Phe                                                      | Ankaa                                                      | Fenice                                                     | 77                                                         | Ankaa su SIMBAD.                                           |
| 78                                                         | 2,38                                                       | κ Sco                                                      | Girtab                                                     | Scorpione                                                  | 460                                                        | Girtab su SIMBAD.                                          |
| 79                                                         | 2,39                                                       | γ Cas                                                      | Gamma Cassiopeiae                                          | Cassiopeia                                                 | 610                                                        | Gamma Cassiopeiae su SIMBAD.                               |
| 80                                                         | 2,40                                                       | ε Peg                                                      | Enif                                                       | Pegaso                                                     | 670                                                        | Enif su SIMBAD.                                            |
| 81                                                         | 2,40                                                       | η CMa                                                      | Aludra                                                     | Cane Maggiore                                              | 3200                                                       | Aludra su SIMBAD.                                          |
| 82                                                         | 2,40                                                       | ε Car                                                      | Avior                                                      | Carena                                                     | 630                                                        | Avior su SIMBAD.                                           |
| 83                                                         | 2,42                                                       | β Peg                                                      | Scheat                                                     | Pegaso                                                     | 200                                                        | Scheat su SIMBAD.                                          |
| 84                                                         | 2,43                                                       | γ UMa                                                      | Phecda                                                     | Orsa Maggiore                                              | 84                                                         | Phecda su SIMBAD.                                          |
| 85                                                         | 2,44                                                       | α Cep                                                      | Alderamin                                                  | Cefeo                                                      | 49                                                         | Alderamin su SIMBAD.                                       |
| 86                                                         | 2,46                                                       | κ Vel                                                      | Kappa Velorum                                              | Vele                                                       | 540                                                        | Kappa Velorum su SIMBAD.                                   |
| 87                                                         | 2,49                                                       | α Peg                                                      | Markab                                                     | Pegaso                                                     | 140                                                        | Markab su SIMBAD.                                          |
| 88                                                         | 2,50                                                       | ε Cyg                                                      | Gienah                                                     | Cigno                                                      | 72                                                         | Gienah su SIMBAD.                                          |